# Abadia de Sant Pàpol
L'abadia de Sant Pàpol és una abadia romànica benedictina del segle xii, situada al municipi de Sant Pàpol (Llenguadoc-Rosselló, França), catalogada com a monument històric.
Fou un establiment religiós fundat al Llenguadoc. La data de la seva fundació és desconeguda però s'atribueix a Carlemany. Apareix esmentada al catàleg elaborat a la dieta d'Aquisgrà (817).
Al segle xiv l'abadia fou erigida en bisbat. El seu capítol, igual que el d'altres abadies erigides en bisbat pel Papa Joan XXII, va romandre regular, fins que l'establiment fou secularitzat. La població de Sant Pàpol es va originar en l'abadia.